# کمرون کارتر-ویکرز

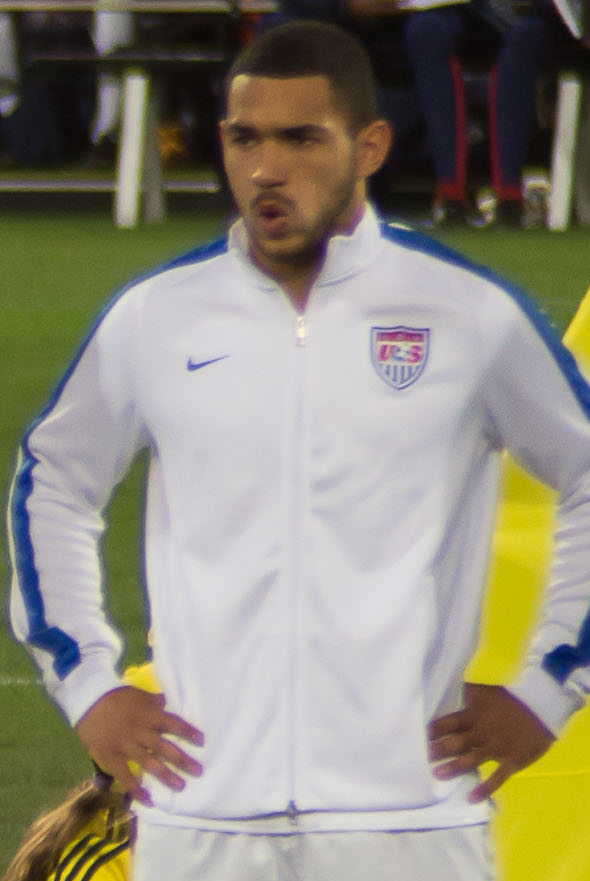
کمرون کارتر-ویکرز / ۲۰۱۵

کمرون کارتر-ویکرز (انگلیسی: Cameron Carter-Vickers؛ زادهٔ ۳۱ دسامبر ۱۹۹۷) بازیکن فوتبال اهل بریتانیا است که برای باشگاه سلتیک و تیم ملی آمریکا بازی می‌کند.